# Список заслуженных мастеров спорта Украины по тхэквондо
В списке приведены спортсмены, выступавшие в соревнованиях под эгидой Всемирной федерации тхэквондо (WTF) и Международной федерации тхэквондо (ITF). Согласно Единой спортивной классификации Украины, звание заслуженного мастера спорта Украины присваивается при выполнении следующих классификационных норм:
- в олимпийских видах спорта (тхэквондо WTF с 2000 года):
  - чемпион или призёр Олимпийских игр и чемпионатов мира;
  - двукратный чемпион Европы;
  - чемпион Европы (в случае проведения соревнований раз в 2 или в 4 года)
  - трёхкратный призёр чемпионатов Европы;

- в неолимпийских видах спорта (тхэквондо ITF):
  - двукратный чемпион мира;
  - трёхкратный призёр чемпионатов мира.

## Список

### 2007
- ITF Ваниев, Шевкет Зариманович (1974—2017)[2] — серебряный призёр чемпионата мира 2001 и 2003, бронзовый призёр чемпионата мира 1994, чемпион Европы 2005 и 2006

### 2011
- WTF Подолян, Юлия Владимировна (1985) — серебряный призёр чемпионата Европы 2008, бронзовый призёр командных чемпионатов Европы 2008 и 2010[3]
- WTF Баранец (Черкун), Ольга Сергеевна
- WTF Конева, Марина Александровна (1987) — трёхкратный призёр чемпионатов Европы[4]
- WTF Волкова, Юлия Александровна (1979) — трёхкратный призёр чемпионатов Европы[5]

### 2012
- ITF Назин, Владимир Анатольевич — чемпион Европы 2002, серебряный призёр чемпионата Европы 2008, бронзовый призёр чемпионата Европы 2011
- ITF Тетеревятникова, Татьяна Сергеевна (1990) — призёр чемпионатов мира и Европы[6]

### 2013
- ITF Гречишников, Денис Олегович (1991)[7]

### 2016
- ITF Матвеева, Алина Андреевна (1994)[8]
- ITF Пилинкевич, Дмитрий Александрович (1993)

### 2017
- ITF Баранова, Мадонна Николаевна (1985) — чемпионка Европы, серебряный призёр чемпионата мира 2007[9]
- ITF Моисеенко, Анна Игоревна (1992)[10]
- ITF Моисеенко, Виктория Игоревна (1992)[11]

### 2019
- ITF Квасникова, Александра Николаевна (1991)[12]

### Год присвоения неизвестен
- ITF Клименко, Андрей Сергеевич (1993)
- ITF Остапенко, Оксана Анатольевна[13]
- WTF Ромолданова, Ирина Александровна (1994)
- ITF Соловей, Екатерина Геннадьевна (1979) — девятикратная чемпионка Европы, двукратная чемпионка мира[14]